# Licaubu
Licaubu (Lica Ubu) ist eine osttimoresische Aldeia im Suco Maliubu (Verwaltungsamt Bobonaro, Gemeinde Bobonaro). 2015 lebten in der Aldeia 106 Menschen.

## Geographie
Licaubu liegt im Südosten des Sucos Maliubu. Westlich liegt die Aldeia Hatu-Udu und nördlich die Aldeia Maliubu. Im Süden grenzt Licaubu an den Suco Tebabui und im Osten an den Suco Colimau. Das Dorf Lo’o Dasi im Südosten gehörte noch bis 2015 zu Licaubu, wurde dann aber dem Suco Colimau zugeschlagen.
Durch den Süden der Aldeia führt die Überlandstraße von Maliana nach Atsabe, verlässt dann Licaubu, schwenkt dann in Lo’o Dasi nach Norden und bildet dann die Ostgrenze von Licaubu zu Colimau. Da der Großteil der Besiedlung von Licaubu entlang der Überlandstraße liegt, gehören die meisten Gebäude seit 2015 zu Colimau. Im Nordwesten von Licaubu steht noch eine Schule.

## Politik
2023 wurde Caetano Mauliku zum Chefe de Aldeia gewählt.